# John Hedley Brooke
John Hedley Brooke (20 mai 1944) est un historien des sciences britannique spécialisé dans les relations entre science et religion.

## Biographie
Né le 20 mai 1944, Brooke est le fils de Hedley Joseph Brooke et de Margaret Brooke, née Brown. Il fait ses études à la King Edward VI Grammar School de Retford, puis au Fitzwilliam College de Cambridge. Le 30 août 1972, il épouse Janice Marian Heffer .
Il est chercheur au Fitzwilliam College de 1967 à 1968, puis tuteur à l'Université du Sussex de 1968 à 1969. Il fait partie de la faculté de l'Université de Lancaster de 1969 à 1999, passant de chargé de cours à professeur d'histoire des sciences. Avec Geoffrey Cantor, il donne les conférences Gifford à l'Université de Glasgow en 1995. Il est nommé premier professeur Andreas Idreos de sciences et de religion à l'Université d'Oxford en 1999, où il dirige le Ian Ramsey Centre et est membre du Harris Manchester College d'Oxford. Après sa retraite en 2006, il devient membre émérite du Harris Manchester College et membre émérite de l'Institute of Advanced Study de l'Université de Durham en 2007 .
Il est rédacteur en chef du British Journal for the History of Science de 1989 à 1993. Il est président de la British Society for the History of Science de 1996 à 1998 et président du Science and Religion Forum en 2006 . Il est également président de la Société internationale pour la science et la religion (ISSR) de 2008 à 2011 . Brooke est ensuite nommé membre honoraire (HonFISSR).

## Ouvrages
- Science et religion : quelques perspectives historiques (1991 et 2014)
- Penser à la matière (1995)
- Reconstruire la nature: l'engagement de la science et de la religion (avec GN Cantor, 1998)
- La science dans des contextes théistes (éd. 2001)
- Hétérodoxy dans la science moderne et la religion (éd. 2005)
- Valeurs religieuses et essor de la science en Europe (éd. 2005)
- Science & Religion autour du monde (éd. 2011)